# Deterioração de vegetais

## Introdução
Deterioração é definida como um conjunto de alterações sensoriais que tornam o alimento indesejável ou inaceitável para consumo humano. Ela pode surgir de insetos, armazenamento inadequado, dano físico, Catálise enzimática, reações químicas como a Rancificação, mas a principal causa da deterioração de alimentos é o surgimento de microrganismos. Um alimento deteriorado não necessariamente causará doenças, ele pode ser seguro para comer caso não haja patógenos e toxinas presentes, mas alterações nas características organolépticas fazem com que sejam rejeitados.
Em 1991, só no Brasil, as perdas por deterioração vegetal atingiram 10 milhões de toneladas, equivalentes a 5 bilhões de dólares. As perdas pelo crescimento de microrganismos correspondem a cerca de 20% da colheita anual.
A proliferação de microrganismos depende das condições de armazenamento, composição, presença de aditivos e estrutura alimentar. A estrutura alimentar pode influenciar na distribuição mecânica da água, na disposição química de ácidos orgânicos, incluindo conservantes, e na mobilidade de microrganismos. A modelagem preditiva utiliza a estrutura dos alimentos para estimar quais microrganismos poderiam se proliferar nele em determinadas condições ambientais.
A composição dos vegetais é de 88% de água, 8,6% de carboidratos, 1,9% de proteínas, 0,3% de lipídios, 0,84% de cinzas e menos de 1% de ácidos nucleicos e outros constituintes. Conhecidamente, a crescimento microbiano nos alimentos ocorre em sua fase aquosa. Portanto, os vegetais estão bastante propensos a essa proliferação.

## Fatores
A proliferação de microrganismos depende de uma série de fatores que podem ser extrínsecos, quando estão relacionados ao ambiente que o alimento se encontra, ou intrínsecos, quando estão ligados a características do próprio alimento.

### Fatores intrínsecos

#### Atividade de água(Aa, Aw)
Representa a disponibilidade de água livre em um alimento, que é a única forma de água utilizada pela maioria dos microrganismos. Bactérias costumam demandar maior Aw, seguida por bolores e leveduras. Sendo que algumas espécies de levaduras se destacam pela tolerância a uma baixa Aw.

#### pH
Este fator determina a concentração de H+ do alimento, indicando caráter ácido (pH < 7) quando essa concentração for alta e consequentemente caráter básico (pH > 7) quando for baixa. Os vegetais possuem baixa acidez, favorecendo a proliferação de microrganismos em razão de alimentos pouco ácidos (pH > 4,5) possuírem uma microbiota altamente variada, estabelecendo condições favoráveis para o crescimento e multiplicação de grande parte das bactérias, bolores e leveduras. Em pH ácido, a microbiota se encontra mais restrita, como forma de buscar evitar a proliferação de microrganismos, podem ser adicionados acidulantes como o ácido cítrico.

#### Potencial deoxirredução
É a facilidade do alimento de sofrer redução ou oxidação, baseado na perda ou ganho de elétrons entre compostos químicos. Quando um alimento perde elétrons, ele está sendo oxidado e seu potencial de oxirredução é positivo, quando está ganhando elétrons, está sendo reduzido e consequentemente seu potencial é negativo. Esses valores podem ser aferidos por instrumentos e são expressos em volts (V) ou milivolts (mV). O potencial de oxirredução pode ser expresso pelo símbolo Eh. Microrganismos aeróbios requerem valores positivos de Eh para proliferação, enquanto os anaeróbios requerem valores baixos. Os vegetais possuem alto potencial de oxirredução, sendo assim, os microrganismos aeróbios multiplicam-se melhor nessas condições, estando incluídos a maioria dos bolores, leveduras oxidativas e bactérias como a Pseudomonas, Acinetobacter, Moraxella, Micrococcus e algumas espécies de Bacillus.

### Fatores extrínsecos
Esses fatores estão ligados as condições ambientais que o alimento se encontra, sendo elas: a temperatura, umidade relativa (UR) e composição gasosa. A maioria dos microrganismos de interesse em alimentos e patogênicos se desenvolvem de forma favorecida em temperaturas entre 25ºC e 40ºC, umidade estará ligada ao Aa e se estiver em faixas baixas pode ocasionar perdas de água e dificuldades de multiplicação dos microrganismos, e por fim, a variação da composição gasosa irá modificar que microrganismos irão sobreviver, aeróbios ou anaeróbios.

## Microrganismos
A deterioração ocorre mais rapidamente em vegetais danificados ou cortados e expostos. As chances de deterioração aumentam na presença de ar, alta umidade e temperaturas elevadas durante o armazenamento.

### Deterioração Bacteriana
A proliferação de bactérias em vegetais é bastante favorecida pela composição química do vegetal, compostos nitrogenados simples, vitaminas e minerais, que servem de substrato para os microrganismos, esse crescimento só é interrompido quando o vegetal é destruído. A podridão mole bacteriana é o tipo mais comum de deterioração em vegetais, é causada por Erwinia carotovora e Pseudomonas spp., como P. marginalis, além de espécies como Clostridium e Baccilus.
O amolecimento nos vegetais é causado a medida que a pectina é degradada e, eventualmente, o vegetal inteiro pode se transformar em uma massa viscosa. Odores e sabores desagradáveis surgem com a metabolização de amidos e açúcares em ácido lático e etanol.

#### GêneroErwinia
Pertencente à família Enterobacteriaceae, é o gênero mais importante na deterioração de vegetais, isso se explica facilmente pela sua característica de não precisar de muito para se desenvolver, sobrevive em temperaturas relativamente baixas (10°C), produzem protopectinase, que promoverá a quebra da pectina vegetal, e são capazes de fermentar açúcares e álcoois presentes nos vegetais que comumente outras bactérias não utilizam (manitol, celobiose, ramnose, etc.).

### Deterioração Fúngica
A deterioração fúngica em vegetais é mais importante que a bacteriana, a invasão fúngica pode pré ou pós-colheita, no entanto, na maioria das vezes ocorre pós-colheita através da invasão de vegetais danificados. Entre os fungos que atacam antes da colheita se destaca o gênero Bortrytis, que é um dos gêneros mais versáteis já foi identificado como responsável por causar podridão em pelo menos 26 espécies de vegetais, os gêneros Colletotrichum e Gloesporium também merecem destaque.
O tipo de deterioração fúngica dependerá de alguns fatores, como o tipo de dano que favorecerá a invasão fúngica (exemplo: mecânico, fitopatógenos), se a estrutura do vegetal é do tipo suculento (podridão com áreas de amolecimento e paposas), ou se é do tipo seco (podridão seca e descolorida), a parte do vegetal que é utilizado, partes subterrâneas, flores ou folhas. Em deterioração por bolores, estes podem apresentar seus micélios visíveis e com esporos coloridos, ou ainda se apresentar na superfície do vegetal. Os vegetais rasteiros podem estar mais suscetíveis devido ao contato direto com o solo, no entanto, nem todo microrganismo presente no solo se desenvolverá em produtos de origem vegetal.